# Kjendisbarnevakten
Kjendisbarnevakten er en norsk TV-serie som sendes på NRK. I programmet konkurrerer kendisser om at være den bedste babysitter for fire børn i alderen syv til tolv år; barnet tilbringer et døgn sammen med hver kendis før det afgiver sin dom. Første afsnit blev sendt 3. januar 2011. TV-serien er produceret af Limelight Film og TV og programlederen er Kristin Zachariassen.

## Kendisser
I første sæson af serien deltager følgende kendisser:
- Fabian Stang
- Maria Haukaas Mittet
- Per Sundnes
- Else Kåss Furuseth
- Kari Simonsen
- Pål Anders Ullevålseter
- Henning Solberg